# ホプキンソン・スミス
ホプキンソン・スミス（Hopkinson Smith, 1946年 - ）は、アメリカ・ニューヨーク生まれスイス・バーゼル在住のルネサンス・バロックリュート奏者、ルネサンス・バロックギター奏者、テオルボ奏者、ビウエラ奏者。バーゼル・スコラ・カントルム教授。

## 経歴
ハーバード大学において音楽学を専攻後、1973年に渡欧、エミリオ・プジョルおよびオイゲン・ドンボワに師事する。1970年代中頃、ジョルディ・サバールらと共に古楽アンサンブル、エスペリオンXXを設立、十年間活動を続けた。1980年代中頃より、ソロ活動に重点を移し、これまでに20以上ものソロ・レコーディングを行っている。古楽器における様々な撥弦楽器を弾きこなし、そのレパートリーは、ビウエラ、ルネサンスリュート、テオルボ、ルネサンスギター、バロックギター、バロックリュートなど、非常に幅広い。
2001年6月に初来日してバロックリュートを弾き、以降、何度か日本においてもリサイタルを行っている。
後進の教育にも熱を注ぎ、バーゼル・スコラ・カントルムの教授として、エドゥアルド・エグエスやエディン・カラマーゾフ、ヴァンサン・デュメストルらを始めとする多数の著名なリュート奏者を輩出している。